# Raghuva bordati
Raghuva bordati is een vlinder uit de familie van de uilen (Noctuidae). De wetenschappelijke naam van deze soort werd voor het eerst officieel gepubliceerd door Laporte in 1977.